# میخائیل کوتوزوف
شاهزاده میخائیل ایلاریونیوویچ گلنیشچف-کوتوزوف (میخائیل ایلاریون گلنیشچف-کوتوزوف گراف فون اسمولنسک) (۱۶ سپتامبر یا ۵ سپتامبر ۱۷۴۵- ۲۸ آوریل یا ۱۶ آوریل ۱۸۱۳) امپراتوری روسیه. وی به عنوان یکی از بهترین افسران نظامی و دیپلماتهای روسیه تحت سلطنت سه تزار رومانوف: کاترین دوم، پاول اول و الکساندر یکم خدمت کرد. دوران سربازی وی با دوران طلوع روسیه از اواخر قرن ۱۸ میلادی تاکنون نزدیک بود. آغاز قرن نوزدهم به نظر می رسد کوتوزوف یکی از بهترین سرداران روسی بوده است.
وی در سال ۱۷۴۵ در سن پترزبورگ در خانواده ای از اشراف نووورود به دنیا آمد. پدر وی سردار و سیاستمدار روسی بود. کوتوزوف تحصیلات نظامی را از ۱۲ سالگی آغاز کرد و در سال ۱۷۵۹ به ارتش امپراتوری روسیه پیوست. سه سال بعد کوتوزوف به عنوان فرمانده شرکت در هنگ پیاده آستراخان تحت الکساندر سووروف شد. وی در سرکوب شورش پیمان وکلای نوار لهستان شرکت کرد. وی در طول جنگ روسیه و ترکیه (۱۷۷۴-۱۷۶۸)در کارکنان پیوتر رومانیانسف در مولداوی برای نبردهای لارگا و کگول خدمت کرد.در ژوئیه سال ۱۷۷۴ در کریمه، کوتوزوف به دلیل اصابت گلوله ای که از درون معبد خود و در نزدیکی چشم راست او عبور می کرد، به شدت زخمی شد که به طور سخت زخمی شد. وی در سال ۱۷۷۶ برای کمک به سووروف به کریمه بازگشت و با آخرین کریمه خان شاهین گیرای مذاکره کرد و وی را متهم به ربودن و تسلیم شدن به روسیه کرد.کوتوزوف که در سال ۱۷۸۷به عنوان استاندار کریمه منصوب شد ، جنگ روسیه و ترکیه (۱۷۹۲- ۱۷۸۷) آغاز شد. وی مجدداً در سال ۱۷۸۸ در زمان محاصره اوچاکوف به سختی زخمی شد که یک گلوله در هر دو معابد وی شلیک شد. کوتوزوف یک سال بعد، با شرکت در نبرد ریمنیک و محاصره ایزمیل بازگشت. در اواخر جنگ ، او مسئولیت تعیین کننده ای را در نبرد ماچین رهبری کرد. کوتوزوف با تزار پاول شرایط خوبی داشت اما با جانشین وی تزار الکساندر اختلاف داشت. در سال ۱۸۰۵، وی نیروهای روس را در کنار اتریش در جنگهای ناپلئونی رهبری کرد. ارتش متفقین روس و اتریش در نبرد استرلیتز توسط ناپلئون شکست خورد. الکساندر ،کوتوتوف را مقصر دانست و او را برای جنگ روسیه و ترکیه در سال (۱۸۱۲-۱۸۰۶)به مولداوی منتقل کرد. کوتوزوف یک ارتش چهار برابر بزرگتر ترکیه را در روسه شکست داد و با پیروزی قاطع در نبرد دانوب به جنگ پایان داد. به خاطر دستاوردهای خود به او عناوین شمارش و شاهزاده اهدا شد.
کوتوزوف به درخواست الکساندر برای دفاع از حمله فرانسه به روسیه بازگشت. وی به عنوان فرمانده کل منصوب شد و جانشین بارکلی د توللی شد و سیاست زمین سوخته خود را تا مسکو ادامه داد. به دستور کوتوزوف ، ارتش روسیه در جنگ بورودینو با ارتش بزرگ روبرو شد. او به ناپلئون اجازه داد مسکو متروکه را که آتش گرفته بود، بگیرد. هنگامی که ناپلئون از مسکو عقب نشینی کرد و ضد فرانسوی از وطن روسها خارج شدند، کوتوزوف ضد حمله کرد. به رسمیت شناختن این، به کوتوزوف عنوان پیروزی شاهزاده اسمولنسکی اعطا شد. وی به دلیل وخیم تر شدن سلامتی ، بلافاصله پس از ترک فرانسوی ها ، از سمت فرماندهی کناره گیری کرد. کوتوزوف در سال ۱۸۱۳ در بولسواویتس درگذشت و در کلیسای جامع کازان در سن پترزبورگ به خاک سپرده شد. کوتوزوف در آثار مورخان روسی و اتحاد جماهیر شوروی بسیار مورد توجه قرار گرفت.

## اوایل زندگی

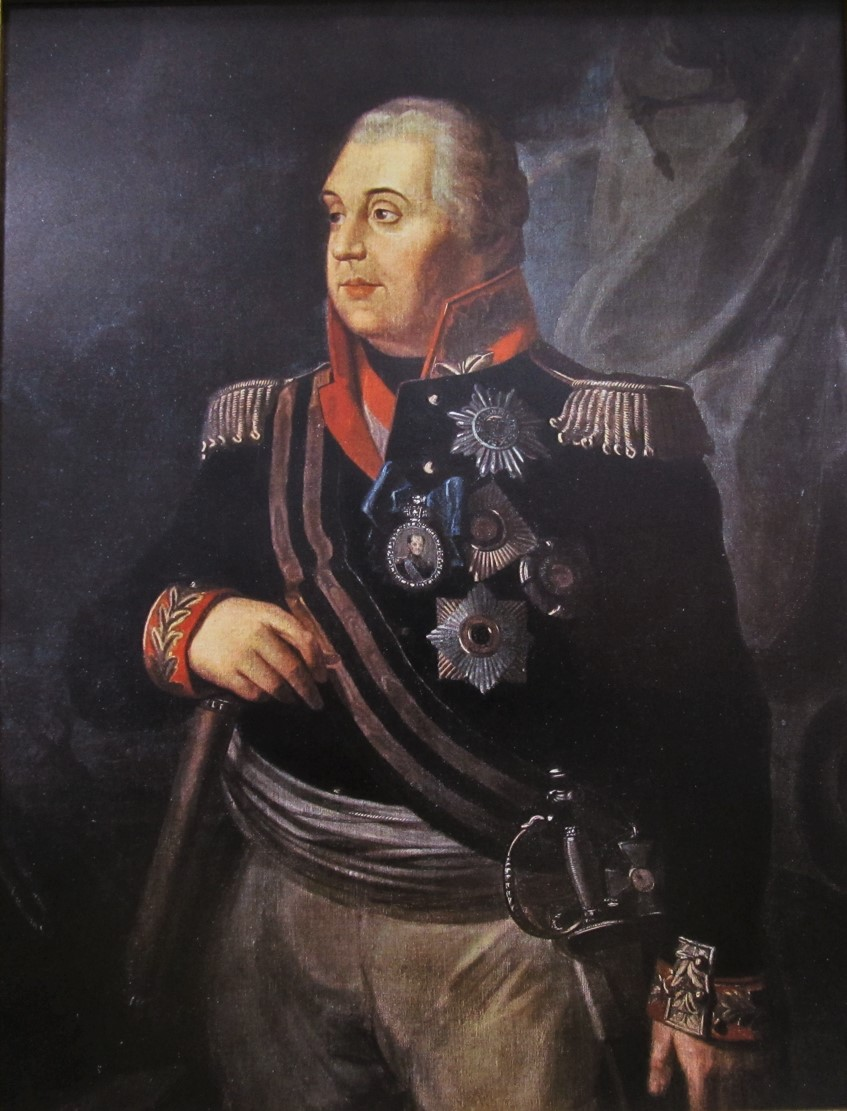
شاهزاده میخائیل ایلاریونیوویچ گلنیشچف-کوتوزوف در سال 1813

میخائیل کوتوزوف در ۱۶  سپتامبر ۱۷۴۵در سن پترزبورگ متولد شد. پدر وی ، سپهبد ایلاریون ماتوویچ کوتوزوف ، ۳۰ سال با سپاه مهندسین خدمت کرده بود ، شاهد عمل علیه ترکان بود و در زمان پتر کبیر خدمت می کرد. مادر میخائیل کوتوزوف از خاندان نجیب بکلمیزف آمده است. با توجه به خدمات ممتاز پدر و تولد والدین مادر ، کوتوزوف از سنین پایین با خانواده امپراتوری رومانوف ارتباط داشت.
در سال ۱۷۵۷، در سن ۱۲ سالگی ، کوتوزوف به عنوان یک کادر خصوصی وارد یک دانشکده مهندسی نظامی شد. او به سرعت با همسالان و معلمان خود محبوبیت پیدا کرد ، اثبات کرد که بسیار باهوش است و در بسیاری از مسابقات اسبهای مدرسه خود شجاعت نشان داد. کوتوزوف در آنجا دروس نظامی و مدنی را فرا گرفت ، یاد گرفت که به زبان فرانسه ، آلمانی و انگلیسی صحبت کند و بعداً لهستانی ، سوئدی و ترکی را نیز تحصیل کرد. مهارتهای زبانی او در طول زندگی به خوبی خدمت کرده است. در اکتبر ۱۷۵۹، او یک سرمایه دار شد.
در سال ۱۷۶۲، کوتوزوف ، در آن زمان کاپیتان ، بخشی از هنگ پیاده نظام آستراخان ، که به فرماندهی سرهنگ الکساندر سووروف فرماندهی شده بود ، شد.کوتوزوف شیوه فرماندهی سووروف را مورد مطالعه قرار داد و یاد گرفت که چگونه یک فرمانده خوب در نبرد باشد. سووروف معتقد بود که یک نظم مؤثر باید ساده ، مستقیم و مختصر باشد و یک فرمانده باید به سلامت و آموزش سربازان خود عمیقاً اهتمام ورزد. کوتوزوف همچنین اعتقاد سووروف را مبنی بر اینکه یک فرمانده باید سربازان خود را از جبهه (به جای عقب) هدایت کند ، به تصویب رساند تا نمونه ای از شجاعت سربازان را دنبال کند. سووروف همچنین به کوتوزوف اهمیت توسعه روابط نزدیک با افراد تحت امر خود را آموخت. کوتوزوف این توصیه را به سود حرفه ای خود دنبال کرد. این توصیه به انتصاب کوتوزوف به عنوان فرمانده کل در سال ۱۸۱۲ کمک کرد.

## جنگهای ناپلئونی

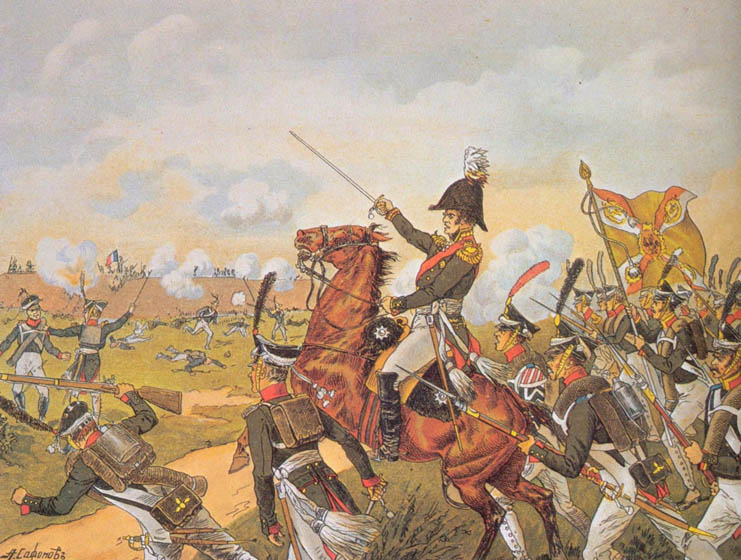
جنگ بورودینو در سال ۱۸۱۲

در سال ۱۸۰۵ کوتوزوف فرماندهی سپاه روسیه را که مخالف پیشبرد ناپلئون در وین بود، فرمان داد.
در آستانه استرلیز، کوتوزوف سعی کرد سرداران متفقین را متقاعد کند که قبل از روبرو شدن با ناپلئون باید منتظر تقویت آنها باشند. الکساندر معتقد بود که انتظار برای درگیر کردن نیروهای ناپلئون ناجوانمردانه خواهد بود. کوتوزوف به سرعت فهمید که دیگر هیچ قدرتی با الکساندر و رئیس ستاد اتریش سردار-فرانتس فون ویرروت ندارد. وقتی از الکساندر سؤال کرد که کجا قصد دارد یک واحد از نیروهای خود را منتقل کند، به او گفته شد "این کار شما نیست."
کوتوزوف در نبرد استرلیز در تاریخ ۲ دسامبر ۱۸۰۵حضور داشت. اگرچه فرمان الکساندر روشن ساخت که روسها باید از فلات استراتژیک پراتزن حرکت کنند، اما کوتوزوف تا زمانی که ممکن بود متوقف شد تا این مزیت را که ناپلئون از این زمین بلند بدست می آورد بشناسد. سرانجام، الکساندر کوتوزوف را مجبور به ترک فلات کرد. ناپلئون به سرعت صخره را تصرف کرد و خطوط متفقین را با توپخانه خود که اکنون فرماندهی میدان نبرد را از فلات پراتزن فرمانده بود، شکست. نبرد از بین رفت و بیش از ۲۵۰۰۰ روس کشته شدند. کوتوزوف مسئولیت ساماندهی عقب نشینی ارتش در مجارستان و بازگشت به روسیه را بر عهده گرفت ، زیرا الکساندر با غم و اندوه غلبه کرد.
وی سپس مسئولیت ارتش روسیه بود که علیه جنگ ترکها در جنگ روسیه -ترکیه (۱۸۱۲-۱۸۰۶) مسئولیت اجرای عملیات را بر عهده داشت. وی با فهم اینکه ارتش های او در جنگ آینده با فرانسوی ها به شدت مورد نیاز خواهند بود، با عجله جنگ طولانی مدت را به یک پیروزی رساند و پیمان موعود بخارست را منعکس کرد که شرط آن ادغام بیسارابیا در امپراتوری روسیه بود.
الکساندر اول به کوتوزوف نقاشی خود را برای پایان موفقیت آمیز عملیات روسیوچ به الماس مزین کرد. در ۲۹ اکتبر ۱۸۱۱به عنوان "موفقیت در جنگ علیه ترک ها" عنوان ارتشبد دریافت کرد، و در ۲۹ ژوئیه ۱۸۱۲، وی به عنوان "افتخار در پایان جنگ و پیمان صلح با عنوان" افتخاری از (شاهزاده) دریافت کرد. امپراطوری عثمانی."

## نگارخانه

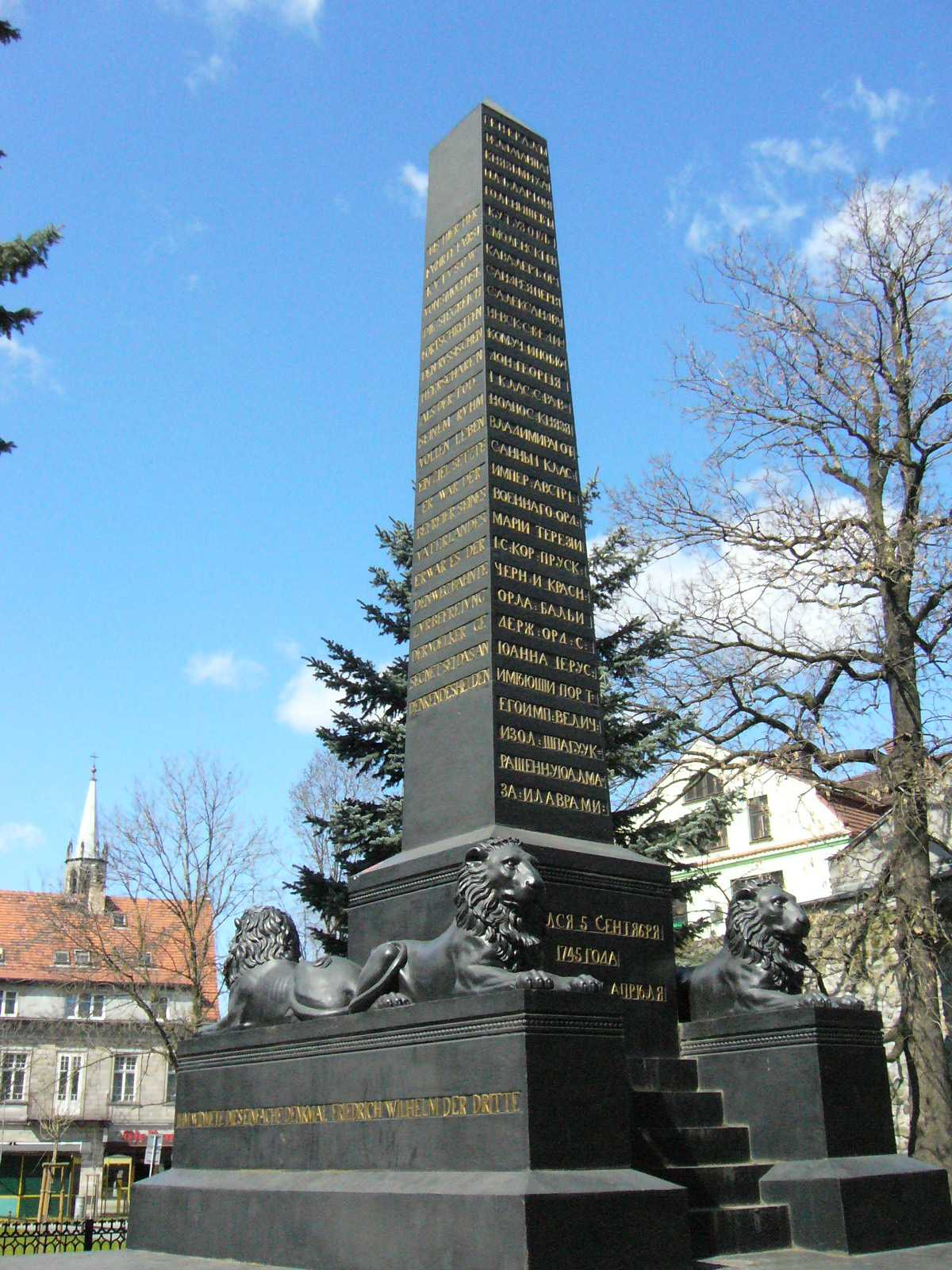
یادبود در سال ۱۸۱۹ در بونزلائو (بولسواویتس),  جایی که کوتوزوف در سال ۱۸۱۳ درگذشت برپا شده است.
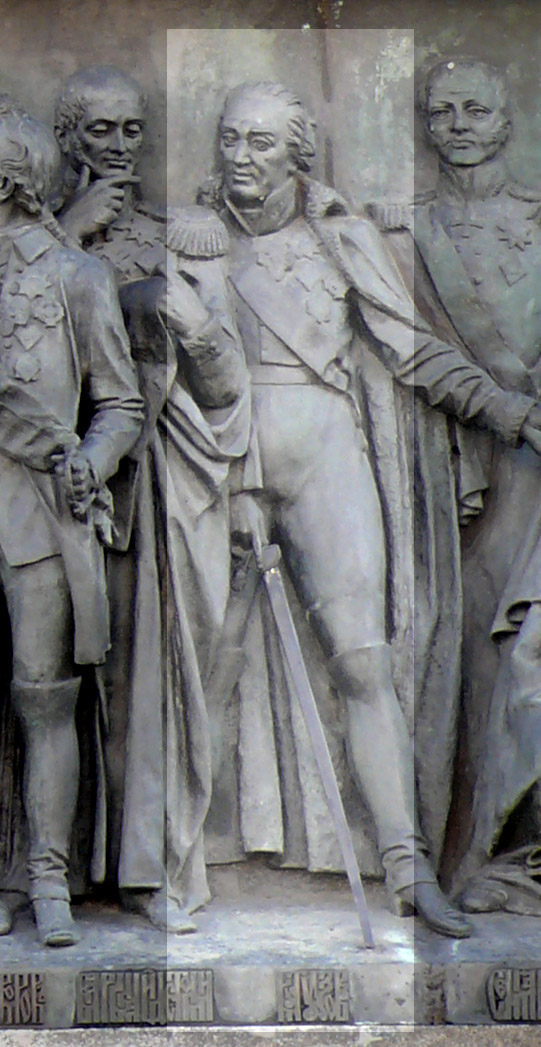
مجسمه کوتوزوف در بنای تاریخی "هزاره روسیه"
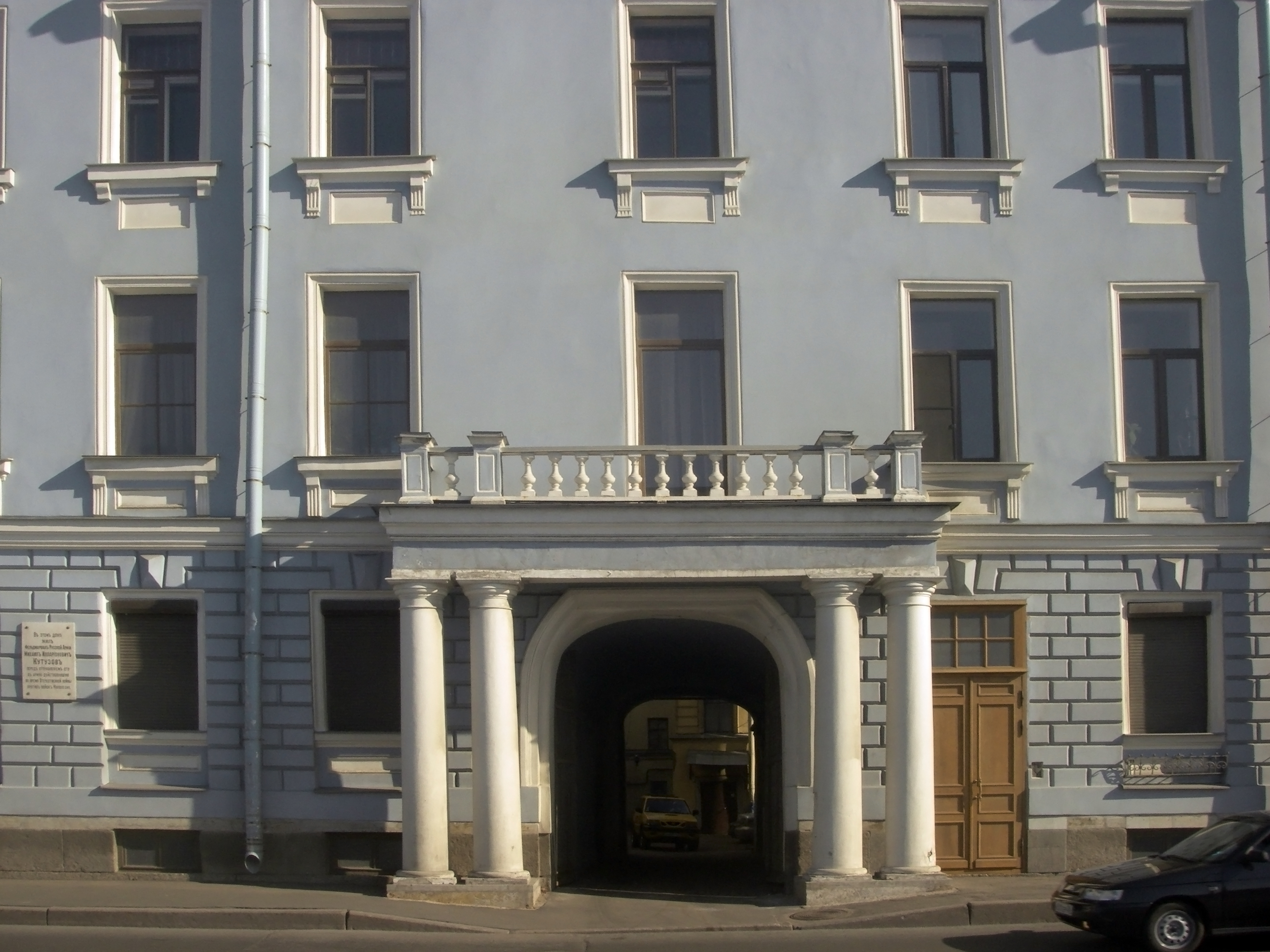
خانه کوتوزوف در سن پترزبورگ ، که آنجا را در سال ۱۸۱۲ به خاطر حضور درارتش ترک کرد
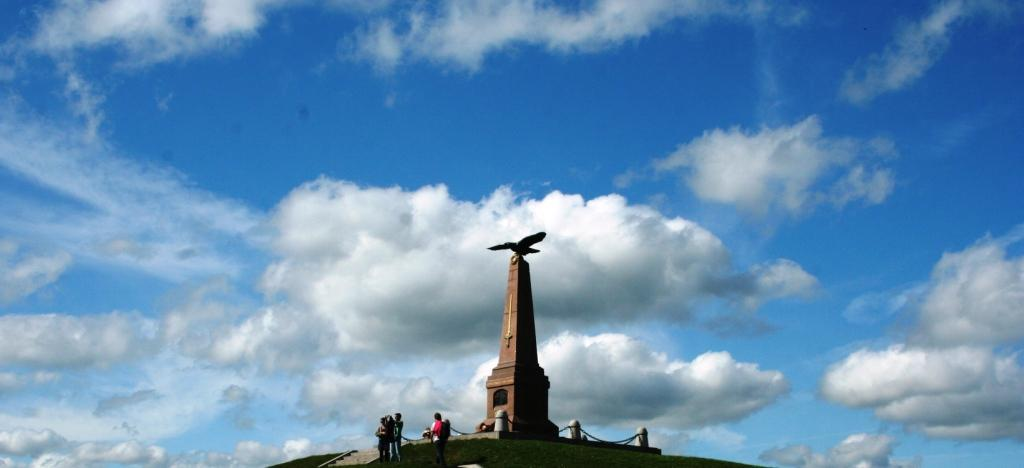
نمادی از كوتوزوف در طول جنگ بورودینو
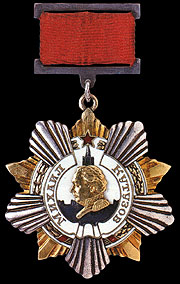
نشان كوتوزوف كه در زمان جنگ جهانی دوم ساخته شد
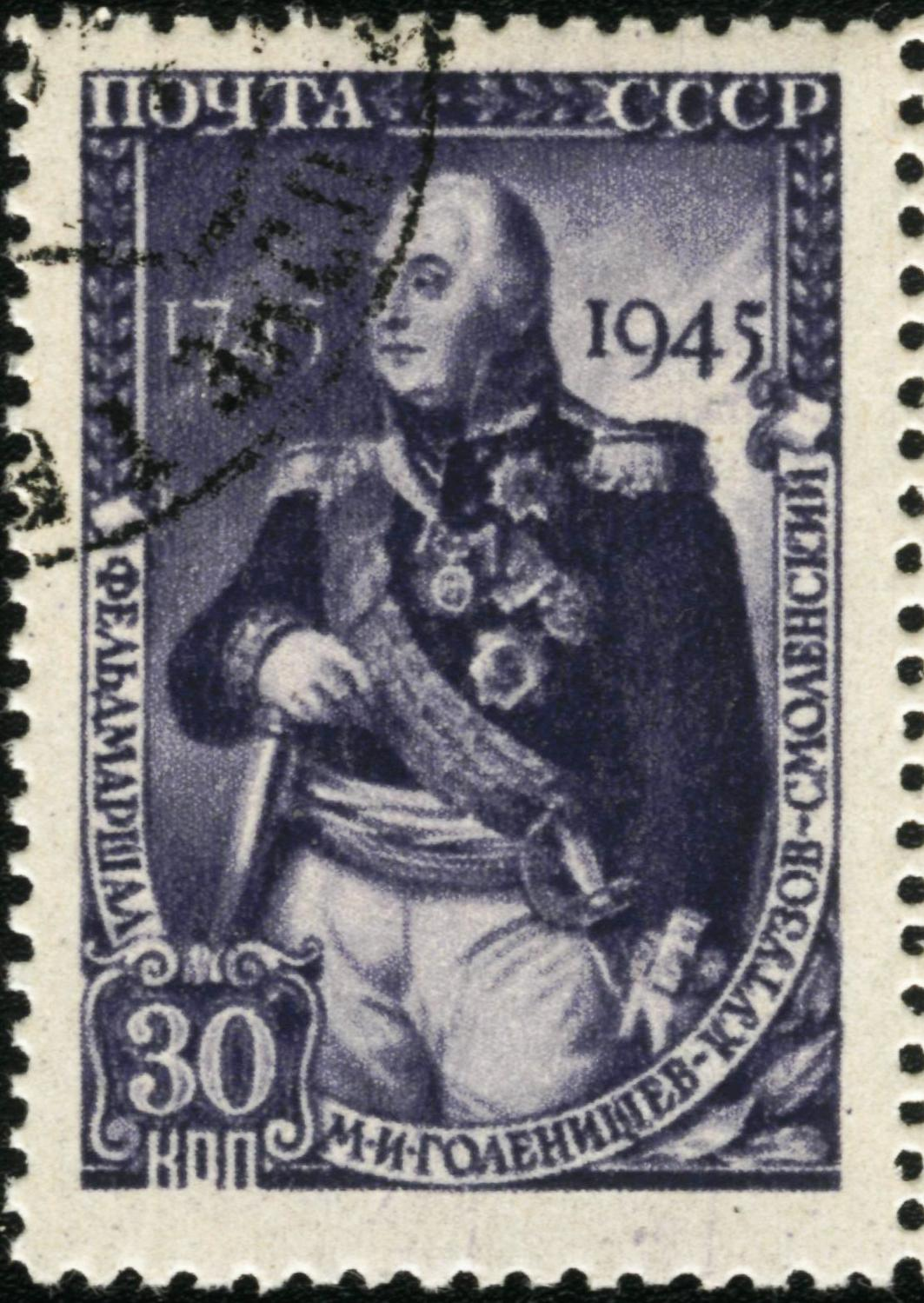
تمبر پستی کوتوتوف در سال ۱۹۴۵